# Civilització minoica
La civilització minoica fou una cultura prehel·lenística de l'edat del bronze, desenvolupada a l'illa de Creta entre els anys 3000 i 1200 aC. El seu nom és producte del seu descobridor, Arthur Evans, que va relacionar el palau de Cnossos, el més representatiu de la cultura, amb el palau del rei Minos i la llegenda del minotaure.

## Ubicació geogràfica
L'illa de Creta és al sud-est de Grècia, al mar Mediterrani, al sud del mar Egeu, situada al centre de la comunicació marítima entre Àsia, Europa i Àfrica. L'illa de Creta rebia i distribuïa influències tant en els àmbits culturals i comercials, com religiosos.

## Història

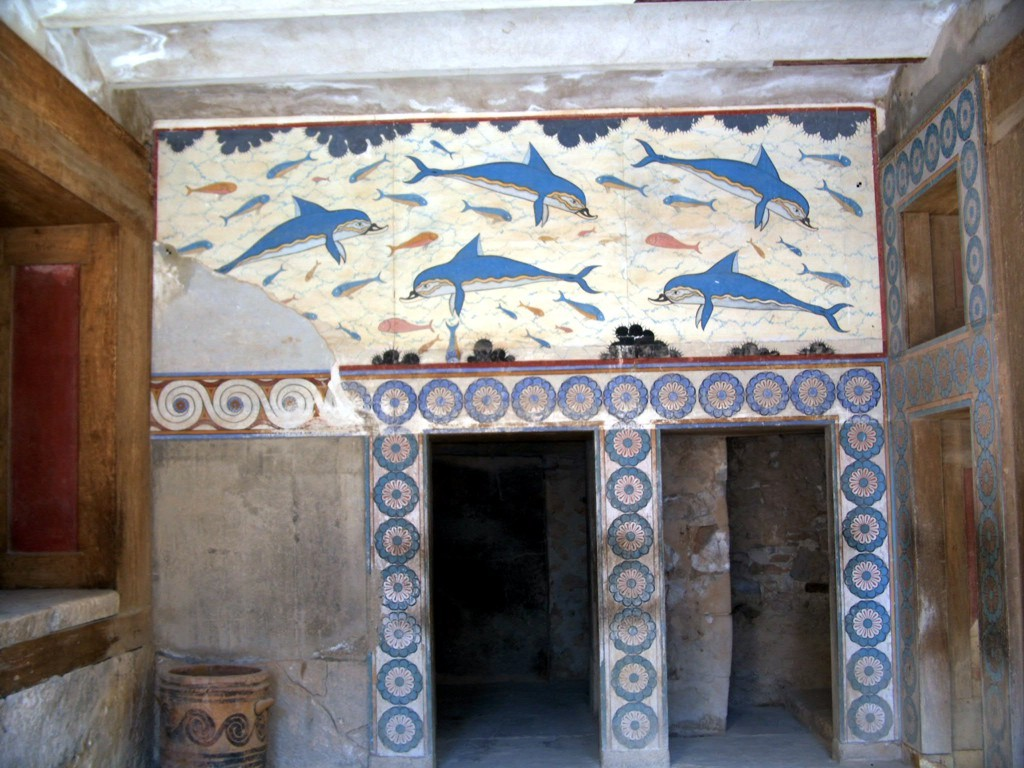
Fresc dels Dofins, al mègaron de la Reina. Palau de Cnossos, any 1500 aC

Les primeres evidències de prehumans a Creta són de fa uns 130.000 anys; els humans moderns hi van arribar fa uns 10.000-12.000 anys. No fou fins al 5000 aC, en el Neolític, quan va aparèixer l'agricultura i la civilització.
Els primers grups humans a assentar-se a Creta probablement van arribar des d'Anatòlia al voltant del 7000 aC. Van crear diferents assentaments a l'illa, un dels quals fou Cnossos. Aquests primers habitants vivien en barraques de fusta, tot i que amb el pas del temps van anar canviant de material i van utilitzar maons de fang i teulades de fusta. Fabricaven eines de diversos materials, com ossos i pedres, i van fer figures de fang de representacions femenines i masculines, la qual cosa indica que ja tenien un cert sentit religiós.
Es coneix relativament poc sobre l'estat de la civilització abans del 2700 aC, per la poca aparició de restes metàl·liques, si s'exceptua la ciutat de Melos. A partir d'aquesta data, però, Creta comença a tenir auge, producte de la introducció del torn en la terrisseria i del bronze en la metal·lúrgia, a la qual cosa se li suma un augment demogràfic.
Aquesta fase de la història minoica es coneix com a minoic antic o prepalatí (2600-2000 aC aprox.), i es comença a observar el creixement comercial que realitza Creta amb els països del Pròxim Orient i Egipte. Entre els productes d'importació es troba l'estany, inexistent a l'illa.
Durant aquesta època, la civilització minoica destaca per una organització comunal, culte a la fertilitat, agricultura i orfebreria avançades.
Producte del seu posicionament estratègic, a les rutes comercials entre Grècia, Egipte i les cultures del Pròxim Orient, es desenvolupa fortament el comerç, i es crea la propietat privada, esdeveniments als quals s'hi sumen l'augment demogràfic, que dona inici a l'etapa denominada minoic mitjà o dels palaus antics (2000-1700 aC aprox.), quan comença la construcció dels grans palaus de Festos, Malia, Agia Triada, i el més conegut i important de tots, Cnossos.
L'economia es basa en aquest període, a més d'en el comerç, en el cultiu del blat, la vinya i l'oliva, a més de la ramaderia, i en resulta una economia rica, que la manté allunyada dels esclats socials.

## Cultura palatina
La característica principal de la civilització són els seus assentaments a l'entorn d'un palau central, un complex civil al servei de l'assentament. El primer palau descobert fou el de Cnossos, el més gran. S'han trobat també restes d'altres palaus, d'alguns dels quals no se sap ni el seu antic nom i reben el nom modern: Zakros, Malia, Festos, Càndia, Agia Triada, Gortina, i els llocs de Tilisos, Kamilari, Mirtos i Palakaistros. Cnossos va exercir, almenys per un temps, una gran hegemonia sobre la resta de l'illa.
La civilització es divideix en quatre grans períodes:
- Prepalatí, 2600-2000 aC (minoic antic: MA II i MA III).
- Palatí I, 2000-1700 aC (minoic mitjà: MM I i MM II), amb Cnossos, Màlia i Festos.
- Palatí II, 1700-1400 aC (minoic mitjà: MM III, i minoic recent: MR I A i MR II B), amb Festos, Zacros, Hàgia Tríada i Gortina.
- Postpalatí, 1400-1100 aC (minoic recent: MR III), amb el nou palau d'Hàgia Triada.

Vers el 1700 aC, els palaus foren destruïts, aparentment per un terratrèmol. Una teoria és que la destrucció del 1700 aC fou produïda per l'emigració dels luvites, un poble d'Àsia Menor, però de moment no és més que una teoria. En tot cas, es passà d'una escriptura jeroglífica a una de lineal (lineal A), que més tard evolucionà vers la lineal B.

## Ocàs i l'Atlàntida
Cap a l'any 1700 aC, els palaus van ser destruïts: hi ha indicis que un terratrèmol va afectar de manera important Creta. Aquesta teoria té suport gràcies al descobriment del temple d'Anemospilia per l'arqueòleg Sakelarakis, on apareixen els cossos de tres persones (una d'elles víctima d'un sacrifici humà), que van ser sorpreses per l'esfondrament del temple.
Algunes teories postulen una possible invasió per part dels hitites des d'Anatòlia (actual Turquia). Però no va ser cap cop fatal; se'n van reconstruir els palaus i va començar l'apogeu de la civilització, el minoic recent, o dels palaus moderns (c. 1700-1400 aC).
Segons les llegendes i els escrits (especialment de Tucídides), durant aquest temps, la civilització minoica s'hauria convertit en una talassocràcia, representada per la llegenda del rei Minos, que se suposa que va viure en aquesta època, i que tenia el poder d'exigir joves atenesos per sacrificar-los al minotaure.
Mentre vivia el seu moment d'apogeu, la civilització minoica es va tornar a enfonsar, aquesta vegada per sempre. Els palaus van tornar a ser destruïts, probablement per l'erupció del volcà de l'illa de Tera (actual Santorí), que és a 112 km al nord-est de Creta, erupció que creà ones expansives que van produir sismes submarins i terratrèmols. Després de la destrucció, els micènics van ocupar l'illa. Havia desaparegut la civilització minoica.
L'erupció del volcà de Tera va ser al voltant del 1628 aC. El volum del material llançat per l'erupció s'ha calculat en 80 km³. Alguns llocs van ser colgats per 60 m. de cendra. És possible que la llegenda de l'Atlàntida parli de la destrucció de la civilització minoica.
La civilització es va acabar després del 1200 aC amb l'establiment a Creta dels doris.

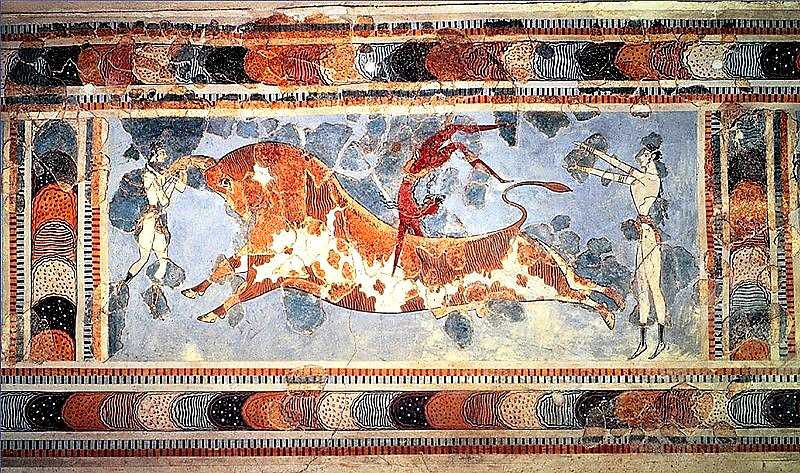
Fresc del salt del toro a Cnossos

## Art minoic

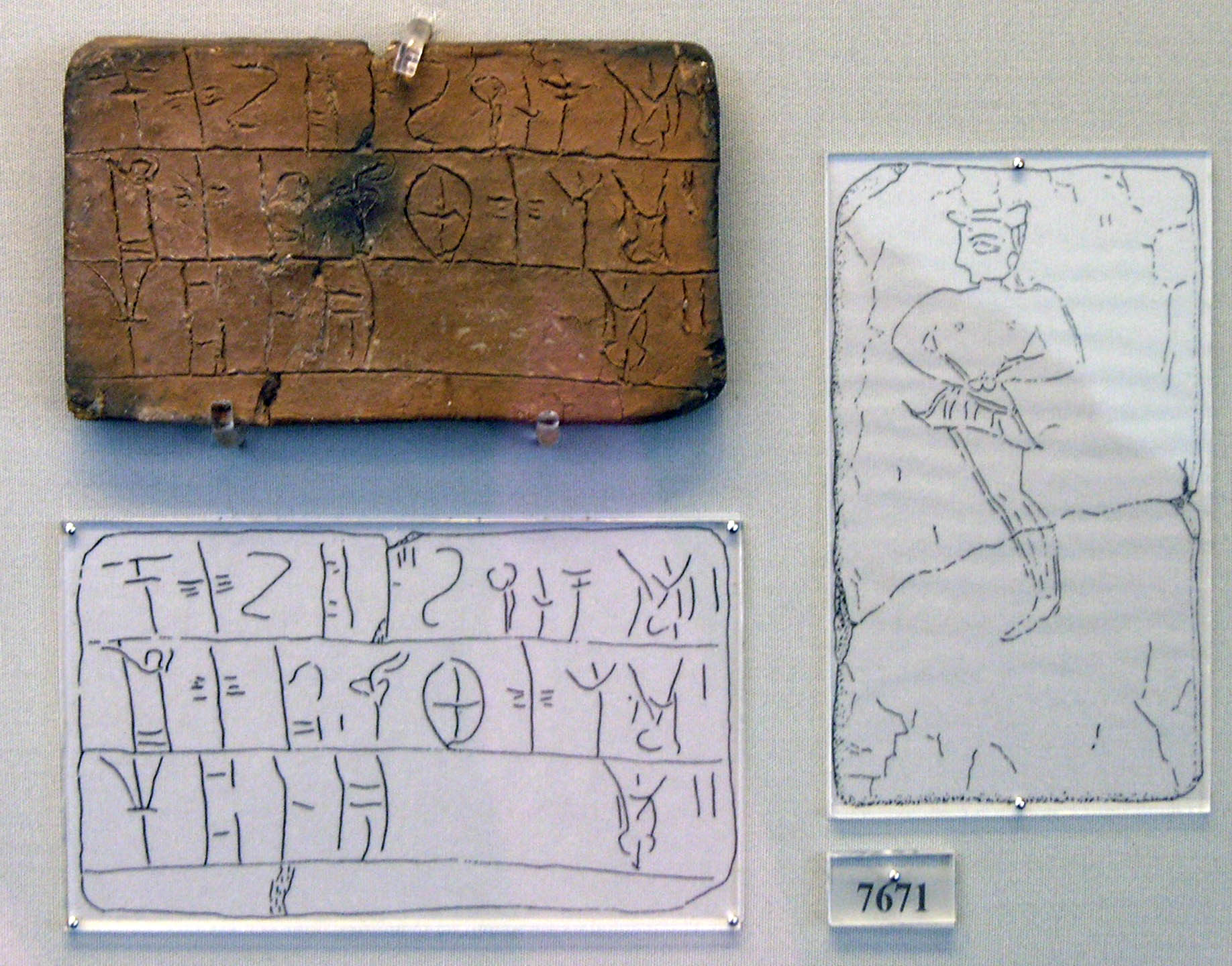
Tauleta ceràmica amb escriptura sil·làbica lineal B

Entre el més important de l'art minoic destaquen les seves obres de ceràmica. El minoic primerenc es caracteritzà pel decorat policrom de motius blancs i vermells, i dibuixos d'espirals, triangles, línies corbes, creus, figures de peixos, etc. Posteriorment, en el període recent, s'hi afegeixen més colors que adopten, moltes vegades, formes esfèriques, decorades amb escenes de tall més naturista i figuratiu.
Però, sense cap dubte, el més característic d'aquesta rica cultura són els frescos. Les escenes representaven la vida a l'illa, recorrent a temes com les processons, sacrificis, danses, lluites amb braus, etc. Tenen un estil geomètric i són, comunament, monocroms.
També van desenvolupar figures humanes i de déus, normalment femenines i amb trets sexuals poc accentuats. També en destaca el desenvolupament de joies, gots d'or i pedres precioses, productes pels quals es van fer coneguts fora de l'illa. Pel que fa a la roba, els homes minoics usaven normalment teles del llom i faldilles de tipus escocès. Les dones, per la seva banda, túniques que els arribaven al llombrígol i faldilles llargues. Els models en roba van donar, igual que la resta de l'art, èmfasi a figures geomètriques.

### Pintura

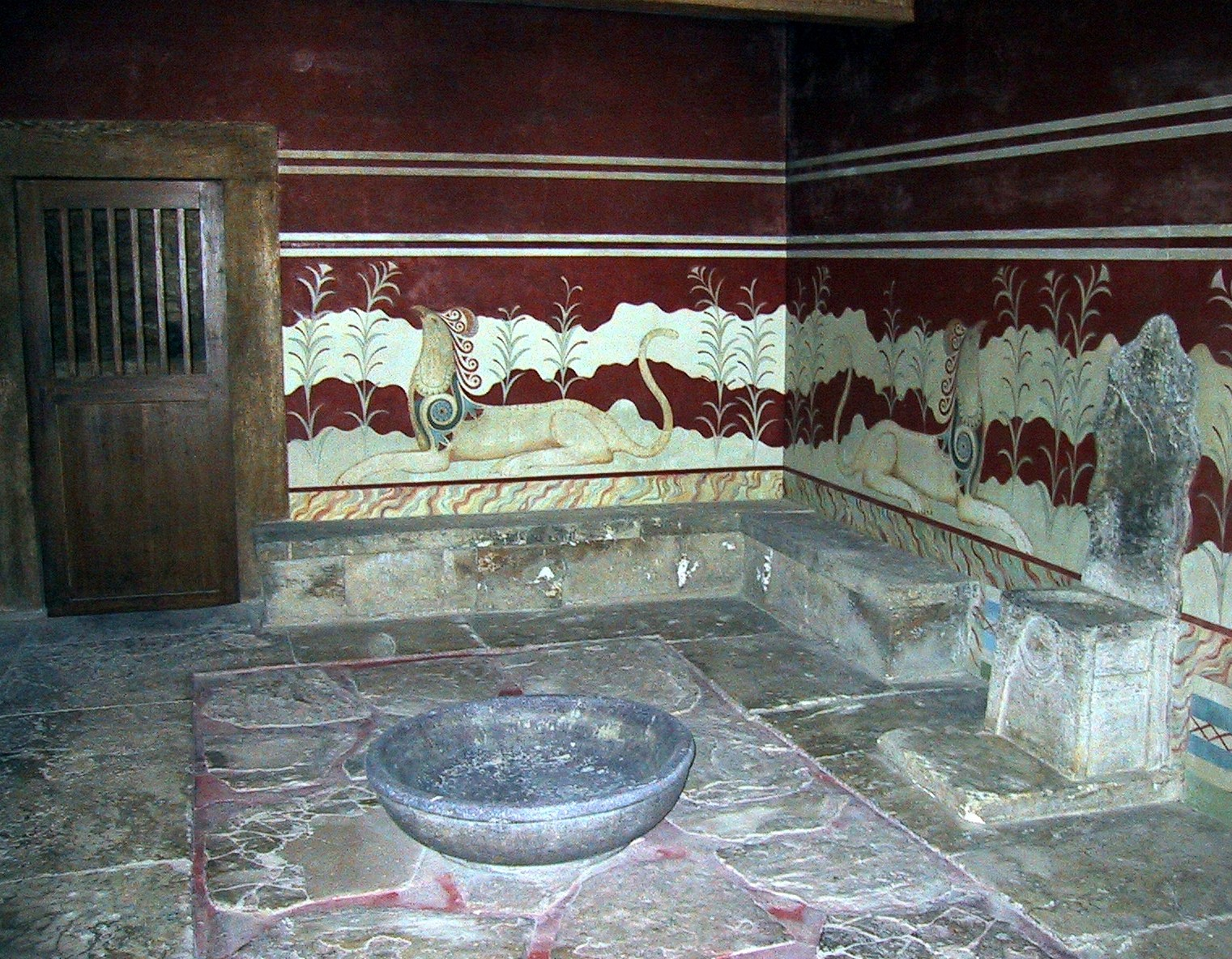
Fris dels glifons. Pintura mural de la sala del Tron del palau de Cnossos. Creta, període minoic II, vers 1450≈1400 aC

A l'illa de Creta, en l'antiguitat es desenvolupà una pintura nova d'extraordinària qualitat. Té caràcter singular i innovador.
Els temes de la pintura cretenca van més enllà dels temes religiosos propis de l'antic Egipte i Mesopotàmia i també van més enllà dels temes de la vida quotidiana d'Egipte. Els cretencs incorporen desfilades i processons de déus i persones, danses variades, jocs arriscats com el salt de les ballarines pel damunt de les banyes dels braus, etc. La incorporació a la pintura de la composició, del ritme i les proporcions és l'aspecte més innovador, ja que a partir de Creta aquests elements immaterials seran presents en totes les manifestacions de la pintura.(1)

Les formes de la pintura cretenca són més lleugeres i atrevides. Deixen de banda la rigidesa del posat propi del sentit religiós de les cultures egípcia i mesopotàmica per representar els déus amb la forma humana i a la mateixa escala que els humans. La pintura cretenca, si bé a l'inici manté la frontalitat, evolucionà i donà volum als cossos emprant les mitges tintes o les gradacions de color. Hi ha una diferenciació en la manera de pintar la pell dels homes (en tons marrons o taronges) i la de les dones (totalment blanca). Així mateix, si bé recrea els mateixos temes de la vida quotidiana, capta amb més humor i espontaneïtat les actituds i els gestos. Finalment, incorpora els ritmes, derivats de la reproducció dels detalls i de les formes geomètriques pròpies de les cultures del metall: espirals, bucles, ones, etc.(3)

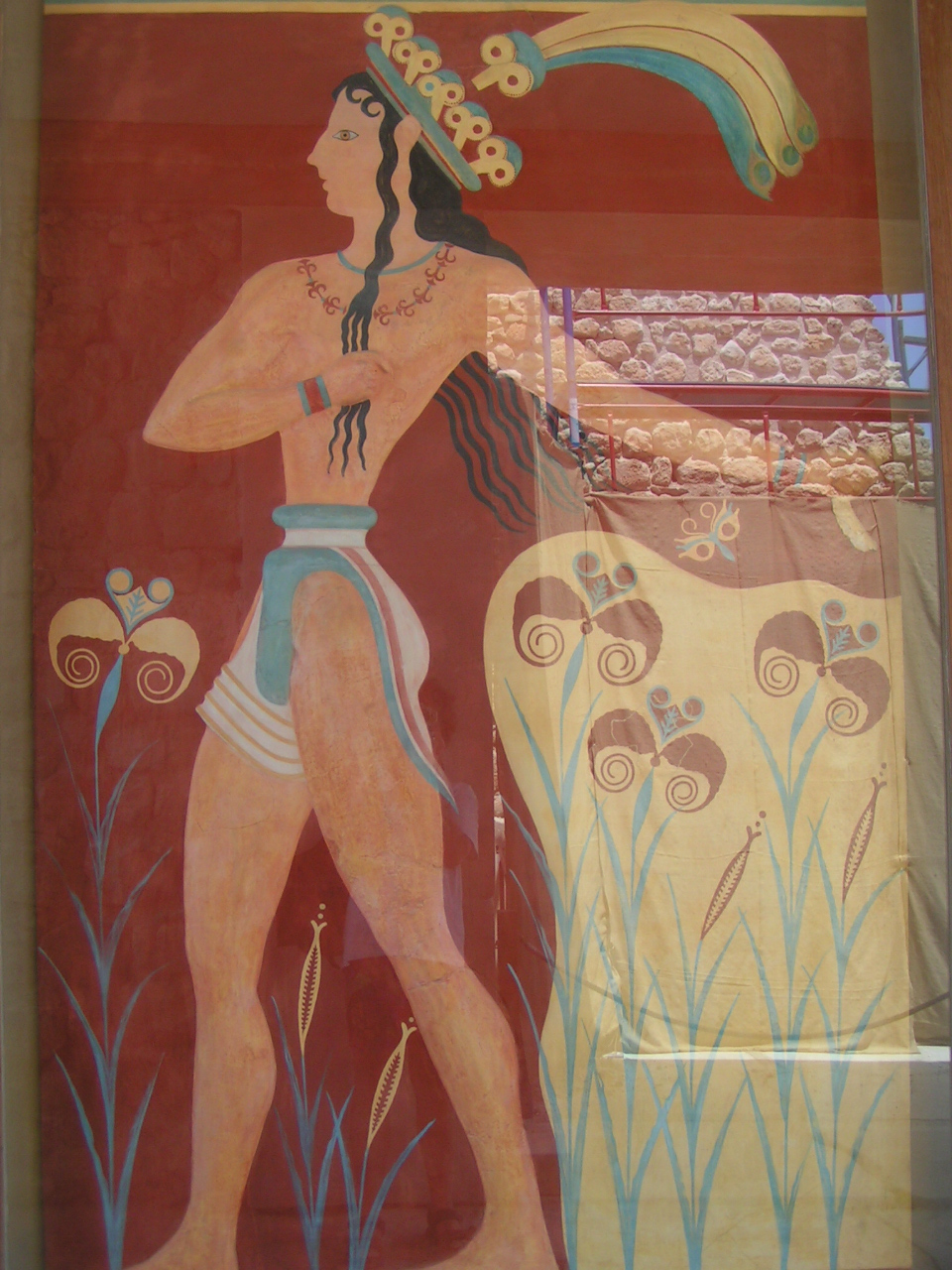
El príncep dels lliris. Pintura mural al palau de Cnossos. Creta

La pintura cretenca es troba als palaus, no a les tombes. L'espai propi de la pintura cretenca són les habitacions, corredors i altres dependències dels palaus i les cases. La pintura cretenca és la primera manifestació de pintura al fresc sobre els panys de paret enguixats o arrebossats. Emprava l'estuc per a crear efectes amb tres dimensions. Les seves millors escenes són a l'altura de la vista, entre el sòcol d'alabastre o marbre policrom, el sostre dels palaus i les cases.(3)
Com tot l'art cretenc, la pintura cretenca deriva del fet que a l'illa es desenvolupà una civilització de base agrària que evolucionà a partir de l'intens comerç marítim que la va posar en contacte tant amb els imperis agraris d'Egipte i Mesopotàmia com amb els pobles més endarrerits del continent europeu, les cultures de l'edat del bronze. Fou a Creta on s'inicià el desenvolupament de les arts i tècniques de la metal·lúrgia del bronze en el món civilitzat. El bronze fou introduït a l'illa poc després del 2500 aC.(2)
Mitjançant el comerç marítim, la civilització cretenca mantenia intensos contactes tant amb els imperis agraris com amb els pobles d'Anatòlia i d'Europa, on s'havien desenvolupat les primeres cultures de l'edat del bronze. Les seves naus comerciaven amb Egipte i Mesopotàmia, i intercanviant oli, vi i bestiar per llegums, cereals i teixits; també intercanviaven objectes d'art i coure. Per les rutes comercials del Danubi i altres vies de penetració, obtenien l'estany dels jaciments del centre d'Europa.(2)
L'obra més important de la pintura cretenca és el Príncep del lliri, un fresc del palau de Cnossos que pertany al període minoic I. Altres obres són: la Cursa de braus, que representa el tema de les ballarines saltant sobre el brau que hem esmentat, i el perfil d'una noia que popularment s'anomena la Parisenca, ambdues, com l'anterior, procedents del palau de Cnossos, són actualment al Museu de Càndia.(3)
La pintura cretenca s'inspira en la pintura de l'antic Egipte, a partir de la qual crea un nou món de formes d'extraordinària influència en l'evolució posterior de la història de l'art.(3)

### Arquitectura
L'arquitectura cretenca s'inspira en l'arquitectura de Mesopotàmia; els seus models són accadis, sumeris o hitites.
Hi destaquen els palaus. Des del punt de vista arquitectònic, presentaven una estructura molt complexa, sense muralles, per tal de facilitar-ne l'expansió. Estaven construïts a partir d'un gran pati central rectangular: els edificis principals s'orientaven cap aquest pati, mentre que les dependències amb menys importància s'ubicaven a la part exterior. Les habitacions eren desiguals, amb passadissos i escales laberíntiques. Els espais estaven especialitzats: a l'est es reservaven les dependències per a les funcions administratives, de poder i religioses, mentre que a l'oest s'ubicaven els magatzems d'aliments i els tallers per a artesans, tenint en compte que és la zona amb menys hores de sol. Un dels més destacats n'és el palau de Cnosos.
(3)

## Llengua i escriptura
La seva escriptura va ser jeroglífica al començament, del 1900 al 1700 aC. Posteriorment, evolucionà cap a una escriptura fonètica, denominada sil·làbica lineal A (1700-1450 aC), que va servir per notar la seva llengua (encara no desxifrada, però anomenada minoica o eteocretenca), i que va ser utilitzada pels grecs micènics per escriure el seu dialecte grec predòric. El micènic era un dialecte grec predòric que es considera precursor del grec antic. Aquesta escriptura micènica és coneguda com a sil·làbica lineal B (1450-1400 aC), l'única que ha estat desxifrada per ara (el 1953, per l'arquitecte anglès Michael Ventris). L'escriptura lineal B s'acabà imposant tant al continent com a la mateixa Creta.

## Aspectes socials
La seva religió era politeista amb deïtats antropomòrfiques, excepte la gran deessa mare, dea de la fertilitat, que més endavant es diria Senyora del Laberint. El culte se'n feia als petits santuaris, als palaus o a les coves. El brau, símbol de fertilitat, apareix als murals de Cnossos, i a la llegenda de Minos i el Minotaure. Així mateix, també es van trobar santuaris decorats amb banyes de brau i atuells en forma de cap de bou, la qual cosa assenyala la importància ritual d'aquest animal. Embalsamaven els morts, fent-hi servir mel.
La població de Creta a l'època de l'apogeu fou de gairebé mig milió de persones i, per tant, l'agricultura havia de ser molt productiva. El comerç, amb les exportacions d'orfebreria i uns altres productes, feia de l'illa un punt important de la mar Egea. La societat estava compartimentada en especialitzacions, cadascú amb el seu ofici.
El lideratge el tenia el senyor del palau, que aparentment es deia Minos (que devia ser un títol i no pas el nom), que cada any renovava el mandat mitjançant l'enllaç amb la gran dea mare, representada per una sacerdotessa, vestigi d'una societat matriarcal neolítica. Cada família disposava de terres pròpies i sembla que no hi havia esclaus, o n'hi havia molt pocs. Els pobles no estaven fortificats; per tant, podem suposar que vivien en pau. La marina, malgrat que era important, era de finalitat comercial i no militar.
La civilització va estendre la seva influència a les Cíclades durant el segon mil·lenni, però no hi ha informació que s'hi fes cap colònia. També van estendre la seva influència a la Grècia continental, que va originar la civilització micènica.